# Catherine de Valois (1428–1446)

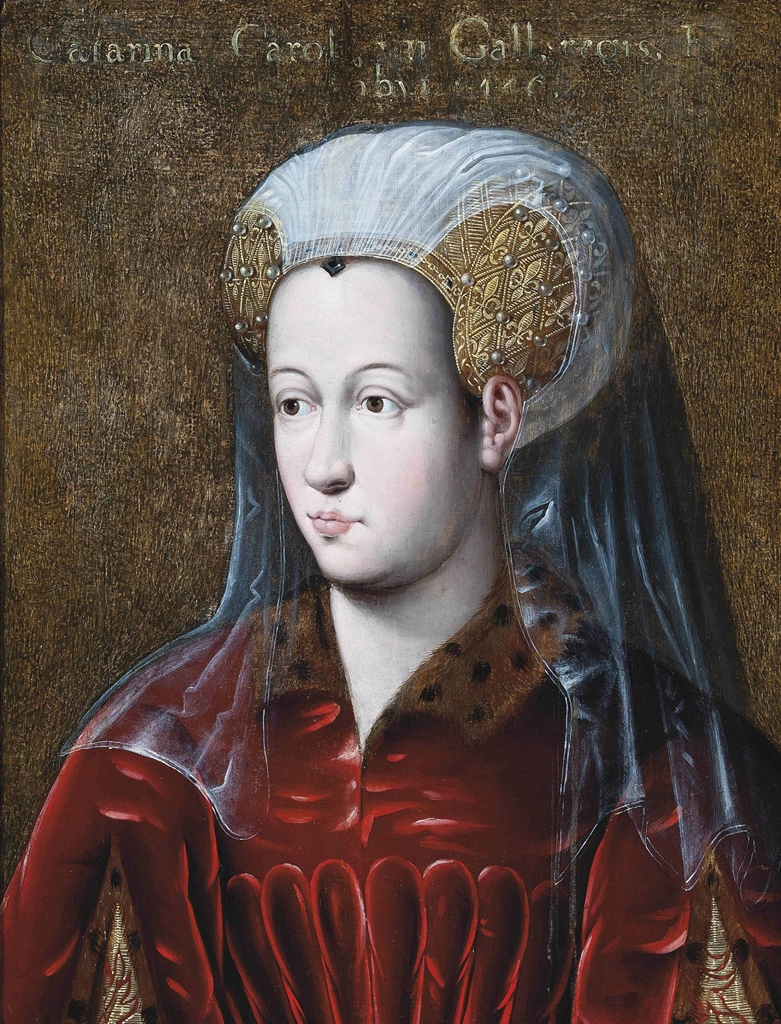
Catherine de Valois

Catherine de Valois (* 1428; † Juli 1446 in Brüssel), auch Catherine de France, war eine französische Prinzessin und durch Heirat Gräfin von Charolais.

## Leben
Catherine kam als zweite Tochter und damit viertes Kind des französischen Königs Karl VII. und seiner Ehefrau Marie d’Anjou zur Welt. Als sie zwölf Jahre alt war, wurde sie am 19. Mai 1440 im flandrischen Saint-Omer mit dem einzigen legitimen Sohn des Herzogs Philipp des Guten von Burgund, Karl dem Kühnen, Graf von Charolais, verheiratet. Catherine war mit ihm entfernt verwandt, denn beide hatten mit König Johann II. von Frankreich den gleichen Ur-Urgroßvater. Der Heiratsvertrag war bereits am 30. September 1438 in Blois unterzeichnet worden und Bestandteil der Vereinbarungen, die 1435 zwischen dem französischen Königreich und dem Herzogtum Burgund im Vertrag von Arras festgelegt worden waren. Durch die Ehe sollten die beiden Familien der Häuser Valois und Burgund wieder näher zusammengebracht werden. Karl war zum Zeitpunkt des Eheschlusses erst sechs Jahre alt.
Catherine starb 17-jährig im Juli 1446 in Brüssel, bevor sie von Karl ein Kind bekommen hatte, und wurde im August des Jahres in der Kathedrale St. Michael und St. Gudula beerdigt.